# Steele z Królewskiej Konnej
Steele z Królewskiej Konnej (ang. Steele of the Royal Mounted) - powieść napisana przez amerykańskiego pisarza Jamesa Olivera Curwooda w 1911 roku. 

## Streszczenie akcji
Steele z Królewskiej Konnej Jamesa Olivera Curwooda opowiada historię Filipa Steele'a, młodego mężczyzny z zamożnej rodziny, który, odrzucając wygodne życie, wstępuje do Królewskiej Kanadyjskiej Policji Konnej. Na dalekiej północy odnajduje siebie, stając się odważnym tropicielem. Gdy otrzymuje zadanie pojmania Bucky'ego Nome’a – człowieka o mrocznej reputacji, wplątanego w doprowadzenie do samobójstwa kolegi Steele'a – staje przed wyzwaniem nie tylko fizycznym, ale i moralnym. Steele zmaga się z własnymi uczuciami wobec przeszłości, w tym wspomnieniem o dziewczynie o hiacyntowych perfumach, oraz z pragnieniem zemsty. Historia przeplata wątki lojalności, sprawiedliwości i samotności w surowym, niebezpiecznym klimacie północy, ukazując walkę człowieka nie tylko z wrogami, ale i z własnymi słabościami.

## Polskie wydania
Książkę na język polski przetłumaczył Jerzy Marlicz.
- 1929, wyd. Rój[1]
- 1990, wyd. KAW[2]
- 1994, wyd. Rytm[3]
- 2022, wyd. CM[4]